# Камерота
Камерота је насеље у Италији у округу Салерно, региону Кампанија.
Према процени из 2011. у насељу је живело 1258 становника. Насеље се налази на надморској висини од 284 м.

## Становништво
| 1951. | 1961. | 1971. | 1981. | 1991. | 2001. | 2011. |
| ----- | ----- | ----- | ----- | ----- | ----- | ----- |
| 5.720 | 6.234 | 6.457 | 6.475 | 7.322 | 6.846 | 6.751 |